# IBK Cup
La IBK Cup Women's Baduk Masters è una competizione di Go sudcoreana riservata alle donne. Lo sponsor, che battezza anche la competizione, è la Industrial Bank of Korea.
Sedici giocatrici sono selezionate tramite dei tornei preliminari, e si affrontano in un torneo a eliminazione diretta, con finale al meglio dei tre incontri; le partite hanno 40 minuti di tempo principale, più 3 byo-yomi di 40 secondi.
La borsa della vincitrice è di 30 milioni di won, quella della seconda arrivata di 12 milioni di won.
Una particolarità delle finali della prima edizione è che la finalista O Jeong-a era al momento incinta, ed ebbe sua figlia otto giorni dopo le finali.

## Albo d'oro
| Edizione | Anno | Vincitrice    | Punteggio | Finalista    |
| -------- | ---- | ------------- | --------- | ------------ |
| 1        | 2021 | Choi Jeong    | 2-0       | O Jeong-a    |
| 2        | 2022 | Jeong Yoo-jin | 2-0       | Park Tae-hee |
| 3        | 2023 | Choi Jeong    | 2-0       | Kim Eun-ji   |
| 4        | 2024 | Kim Jae-young | 2-1       | O Yu-jin     |
| 5        | 2025 | Choi Jeong    | in corso  | O Jeong-a    |